# Le Derby de Pinewood
Le Derby de Pinewood (Pinewood Derby en VO) est le sixième épisode de la saison 13 de la série télévisée South Park.
L'épisode est centré sur Randy Marsh et son fils Stan. Le thème principal est la force du mensonge et ses conséquences.
Cet épisode parodie le cliché du premier contact avec les extraterrestres des histoires de science-fiction en la mélangeant avec les clichés des films de braquage.

## Résumé
Stan et Randy construisent une voiture pour le Derby de Pinewood. Randy rajoute un élément spécial qu'il a volé, et qui fait atteindre au véhicule une telle vitesse que le bolide finit dans l'espace. Stan et Randy remportent le trophée mais la voiture est récupérée par un vaisseau spatial.
Ce vaisseau est celui d'un voleur de l'espace qui veut que Randy et Stan lui confectionnent un autre véhicule, ce qu'ils ne peuvent pas faire. La police de l'espace arrive et cherche le voleur de l'espace pour l'envoyer en prison de l'espace. Mais les terriens leurs mentent car l'extra-terrestre menace Stan. À la suite de cela, Randy et Stan tuent le malfaiteur. Dans son vaisseau ils découvrent de l'argent spatial qu'ils décident d'utiliser à leur compte. L'argent est mondialement partagé entre chaque pays. Le mensonge envers les policiers de l'espace prend des proportions gigantesques. Les terriens refusent de dire qu'ils ont pris l'argent, et Stan est de plus en plus torturé par la tricherie de son père.
À la suite de la destruction de la Finlande qui voulait tout révéler à la police, Stan, lassé, restitue la coupe du Derby au chef, et explique qu'il veut faire cesser le mensonge sans fin qui a mené à tout ceci. Mais les terriens persistent dans leur mensonge. C'est alors que les policiers dévoilent un invité surprise : Le voleur qui en réalité était un ambassadeur de l'espace. La terre passait simplement un test pour entrer dans la fédération des planètes, mais elle n'a pas restitué l'argent comme elle l'aurait du. Elle est donc exilée du reste de l'univers, au grand désarroi de Randy.